# سنکا فالز (نیویورک)
سنکا فالز (به انگلیسی: Seneca Falls) یک منطقهٔ مسکونی در ایالات متحده آمریکا است که در شهرستان سنکا در ایالت نیویورک واقع شده‌است.
سنکا فالز ۷۱٫۱۲ کیلومتر مربع مساحت و طبق سرشماری ۲۰۱۰ ایالات متحده آمریکا، ۹٬۰۴۰ نفر جمعیت دارد و ۱۳۷ متر بالاتر از سطح دریا واقع شده‌است.
این شهر مکانِ برگزاری کنوانسیون سنکا فالز در سال ۱۸۴۸ میلادی و احتمالاً الهام‌بخش ایدهٔ شهر خیالی «بدفورد فالز» در فیلم چه زندگی شگفت‌انگیزی فرانک کاپرا است.